# Рутье, Адольф-Базиль
Сэр Адольф-Базиль Рутье (англ. Adolphe-Basile Routhier, 1839—1920) — канадский судья и поэт, автор французской версии национального гимна Канады.
Родился в Сент-Плэсиде, в Квебеке, его родителями были Чарльз Рутье и Анжелика Лафлер. Изучал право в Университете Лаваля, после окончания университета с 1861 года работал в коллегии адвокатов Квебека. В 1873 году А.-Б.Рутье был назначен членом Верховного суда Квебека (в 1904 по 1906 годы — главный судья). Рутье был председателем суда на процессе 1876 года, где рассматривался крупнейший конфликт между церковью и государством. Процесс длился 35 дней, в ходе него было опрошено более 175 свидетелей.
В 1897 году Рутье отказался занять должность лейтенант-губернатора Северо-Западных территорий в пользу должности судьи Адмиралтейского суда Канады. Эту должность он занимал с 1897 до 1906 годы, а также был профессором права в университете Лаваля.
На нескольких парламентских выборах Рутье баллотировался в парламент Канады в качестве кандидата от Консервативной партии, но ни разу не был избран.
В 1875 году папа Пий IX даровал Рутье титул рыцаря ордена Святого Григория Великого, а в июне 1911 года король Великобритании Эдуард VII удостоил Рутье титула рыцаря ордена Святого Михаила и Святого Георгия.
В июне 1914 года Рутье входил в состав комиссии по расследованию крушения парохода Empress of Ireland на реке Святого Лаврентия, в результате которого погибло 1012 человек.
В 1913—1914 годах А.-Б.Рутье был президентом Королевского общества Канады.
В 1862 году женился на Клоринде Монделе, в браке у них был один сын.

## Память
В честь А.-Б.Рутье назван ряд объектов, в том числе:
- улица в Шавинигане, Квебек, Канада;
- площадь в Шавинигане;
- улица в Монреале.